# Віторган Еммануїл Гедеонович
Еммануїл Гедеонович Віторган (нар. 27 грудня 1939, Баку) — радянський та російський актор театру і кіно, заслужений артист РРФСР (1990), народний артист Росії (1998), заслужений діяч мистецтв Азербайджану (2015). Знявся більше ніж у ста фільмах.

## Життєпис
Народився 27 грудня 1939 року в Баку в єврейській родині.
Його батьки родом з Одеси. Батько — Гедеон Авраамович Віторган (1909—2000), був радянським господарником, працював у борошномельній промисловості. Мати — Хая Залманівна Блехман (1910—1998) не працювала, вела будинок, ростила синів: старшого Володимира та молодшого (на три роки) Еммануїла. Своє ім'я Еммануїл отримав на честь рідного дядька — брата матері, якого вбили в Одесі у роки громадянської війни під час єврейського погрому.
Сім'я часто змінювала місце проживання, оскільки батька часто перекидали з об'єкта на об'єкт, тому школу Еммануїл закінчив уже в Астрахані. Після закінчення школи він поїхав до Москви, але ні в один театральний навчальний заклад прийнятий не був. Тоді Еммануїл Віторган поїхав до Ленінграду та вступив у Ленінградський державний інститут театру, музики і кінематографії. ЛДІТМіК Еммануїл Віторган закінчив у 1961 році (курс Бориса Вульфовича Зона). У цій групі вчилися Сергій Юрський, Аліса Фрейндліх, Тамара Румянцева, Леонід Дьячков, Олександра Назарова. Тамара Румянцева стала дружиною Еммануїла Віторгана. Шлюб був зареєстрований ще в студентські роки.
Після закінчення інституту був прийнятий в трупу «Псковського театру драми ім. А. С. Пушкіна». У 1963 році повертається в Ленінград та переходить у трупу «Ленінградського театру драми і комедії». У 1967 році переходить в «Ленінградський театр ім. Ленінського комсомолу». Еммануїл Віторган у «Ленкомі» познайомився з акторкою Аллою Балтер. Знайомство з Балтер призвело до розірвання шлюбу з Тамарою Румянцевої. 1971 року, разом з другою дружиною акторкою Аллою Балтер переїжджає до Москви, де обоє стають акторами «Московського драматичного театру ім. К. С. Станіславського». У 1982 році Віторган переходить у «Театр на Таганці». З 1984 по 2005 рік Еммануїл Віторган актор «Академічного театру ім. В. Маяковського». У 1987 році Еммануїлові Віторганом лікарі поставили діагноз «рак легенів». Про те, що у нього онкологія, актор дізнався тільки після успішно проведеної операції.
У 2003 році одружився з Іриною Млодик. Дружина Віторгана — керівник театрального агентства, свого часу допомагала Еммануїлу Віторгану та його синові Максиму випустити спектакль «Шаман з Бродвею». Разом з дружиною І. Млодик відкрив та керує «Культурним Центром Еммануїла Віторгана», в якому грає свій моноспектакль «Вихід», проводить творчі вечори, концерти, вшановує акторів. Еммануїл Віторган член громадської ради Російського єврейського конгресу. 5 червня 2015 року нагороджений орденом «Патріот Росії».

## Особисте життя
- Перша дружина — Тамара Румянцева (нар. 1936), шлюб розпався у 1970 році.
  - Дочка — Ксенія Румянцева.
    - Онуки — Олександра та Микита.
      - Правнуки — Марк та Аліса.

- Друга дружина — Алла Балтер (1939—2000).
  - Син Максим Віторган (нар. 1972) — Актор театру та кіно.
    - Онуки — Поліна, Платон.

- Третя дружина — Ірина Млодик. (нар. 1962)

## Творчість

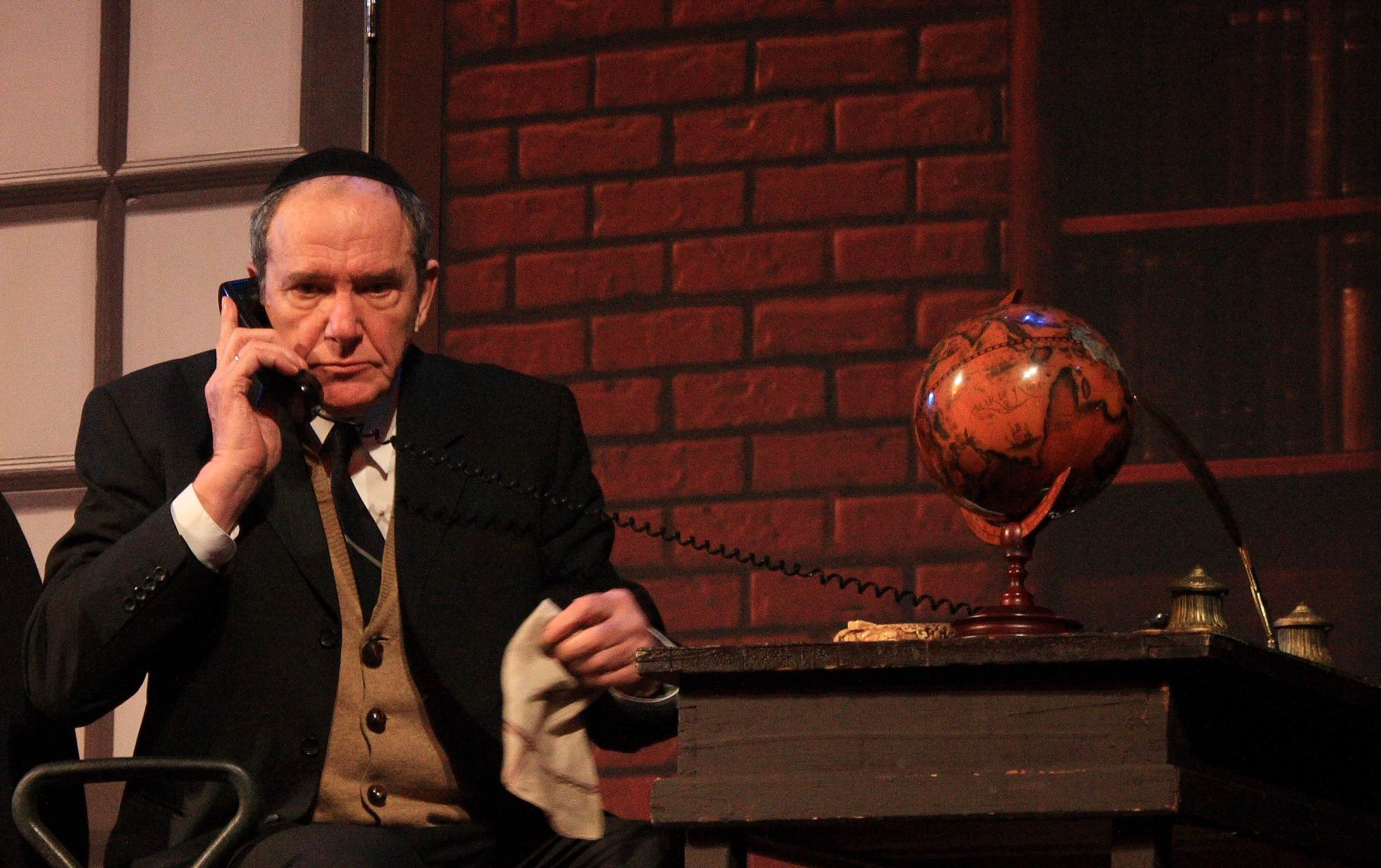
На сцені Сєверодвінського драмтеатру, вистава «Пізня любов» театру «Гешер» (Ізраїль). 2010 рік

### Ролі в театрі
Московський драматичний театр ім. К. С. Станіславського
- «Доросла дочка молодої людини» Віктор Славкин; реж. А. Васильєв / Івченко
- «Сірано де Бержерак» Едмон Ростан (пер. В. Соловйова); реж. Б. Морозов / Крістіан
- «Продавець дощу» Річард Неш; реж. Л. Варпаховський / Файл, помічник шерифа

Московський академічний театр ім. Вл. Маяковського
- «Кішка на розпеченому даху» Теннессі Вільямс; реж. Андрій Гончаров / Гупер
- «Життя Клима Самгіна» Максим Горький; реж. Андрій Гончаров / Клим Самгін
- «Блондинка» Олександр Володін; режисер Кама Гінкас / Лев
- «Гра тіней» Юдліс Едліс; реж. Юрій Іоффе / Марк Антоній
- «Захід» Ісак Бабель; режисер Андрій Гончаров / Беня Крик
- «Круг» Сомерсет Моем; реж. Тетяна Ахрамкова / Лорд Портес
- «Вікторія?» Теренс Реттіґан; реж. Андрій Гончаров / Адмірал Нельсон
- «Горбань» Славомир Мрожек; реж. Андрій Гончаров / Барон
- «У барі токійського готелю» Теннессі Вільямс; реж. Адольф Шапіро / Марк
- «Чума на обидва ваші будинки» Григорій Горін; реж. Тетяна Ахрамкова / Синьйор Капулетті
- «Ляльковий дім» Генрік Ібсен; реж. Леонід Хейфец / Крогстад
- «Шаман з Бродвею» І. Кернера; реж. Еммануїл Віторган / Вільям
- «Глава друга» Ніл Саймон; реж. Юрій Іоффе / Джордж Шнайдер

Квартет І
- 2001 — «День радіо» / Еммануїл Гедеонович, власник радіостанції «Ніби Радіо»
- 2001 — «День виборів» / Еммануїл Гедеонович, власник радіостанції «Ніби Радіо» (голос)

Московський театр естради
- 2009 — Мюзикл «Мата Харі»; реж. Євген Гінзбург, композитор Олексій Кисельов — Жорж Маслов

Театр Гешер (Яффа, Ізраїль)
- 2010 — «Пізня любов» за п'єсою Валерія Мухарьямова «В тіні виноградника», написаної за мотивами оповідання лауреата Нобелівської премії Ісаака Башевіса Зінґера; реж. Євген Ар'є

### Фільмографія
- 1960 — «Людина з майбутнім» / шахтар
- 1962 — «Після весілля»
- 1965 — «Страх і відчай у Третій імперії»
- 1967 — «Два квитки на денний сеанс» / чоловік Інки-естонки
- 1968 — «Всього одне життя» / слухач доповіді Нансена
- 1970 — «Місія в Кабулі» / Ян Калнинь
- 1970 — «Король Лір» / слуга
- 1971 — «Рудобельська республіка» / ротмістр Олег Юрійович Дзвонів
- 1972 — «Така довга, довга дорога...» / Свєтляков (сцени за участю актора вирізані цензурою)
- 1972 — «Несподівані радощі» / режисер Йосип Юрійович Прокудін-Горський
- 1972 — «Ті, що йдуть за обрій» / Серьожа
- 1973 — «Великий трамплін» / Жегланов
- 1973 — «Гросмейстер» / Орлов
- 1973 — «Дмитро Кантемір» / Карл XII
- 1973 — «Кортик» / Нікітський
- 1973 — «Червоний агат» / Ігор
- 1974 — «Чарівний ліхтар» / ковбой зі шрамами та Фантомас
- 1974 — «Найжаркіший місяць»
- 1975 — «Алмази для Марії» / Капелан
- 1975 — «Час-ні-чекає» / Джек Уестендейл
- 1975 — «Продавець дощу» — Файл Шелтон, помічник шерифа
- 1975 — «Факт біографії» — Саня
- 1976 — «Легко бути добрим» — Грудінін
- 1976 — «Ніхто замість тебе» — Думітру Савеляну
- 1978 — «Двоє у новому домі» — Володимир
- 1978 — «І це все про нього» / Аркадій Леонідович Заварзін (в титрах — Еміль Віторган)
- 1978 — «Фортеця» / Калітін, підполковник
- 1978 — «Поки божеволіє мрія» / Валеріан Брутень
- 1978 — «Тактика бігу на довгу дистанцію» / німецький офіцер
- 1979 — «Сьогодні і завтра» / Дмитро Савелійович Бажутін
- 1979 — «Емісар закордонного центру» / Петро Миколайович Врангель
- 1980 — «Благочестива Марта» / Дон Феліпе де-Айала
- 1980 — «Перед вечерею» / Микола Федорович
- 1980 — «Велика-мала війна» / Сиротинський
- 1980 — «Зоряний інспектор» / Дуглас Кобер
- 1980 — «Скринька Марії Медичі» / Вінсент Савіньї / Всеволод Юрійович Свиньїн
- 1980 — «Очікування» / Микола
- 1980 — «Скандальна подія в Брікміллі» / інспектор Стріт
- 1981 — «20 грудня» / Лазарев
- 1981 — «Довгий шлях у лабіринті» / Іван Шагін
- 1981 — «Загадка колонії утікачів» / Дон Еміліо
- 1981 — «Конфліктна ситуація» / Юрій Васильович Воскобойников
- 1981 — «Жарт?!» / пірат
- 1982 — «Професія — слідчий» / Віктор Веніамінович Ликін, адвокат, ватажок банди
- 1982 — «Чародії» / Віктор Ковров
- 1983 — «Тривожна неділя» / Ігор Павлович Чагін, підполковник, командир загону
- 1984 — «Берег його життя» / Мактон
- 1984 — «Твоє мирне небо» / Михайло Самарін
- 1985 — «Битва за Москву» / Фомін, комісар Брестської фортеці
- 1985 — «Дороги Анни Фірлінг» / полковий священик
- 1986 — «Викуп» / Маретт
- 1986 — «Скарга» / Юрій Смирнов
- 1986 — «Кінець світу з подальшим симпозіумом» / генерал Вілмер
- 1987 — «Виконати будь-яку правду» / Ігор Арсентійович Кулешов
- 1987 — «Слідопит» / Креґ
- 1988 — «Пропоную руку і серце» / Леонід Іванович
- 1990 — «Скажений автобус» / Анук, ізраїльський дипломат
- 1990 — «Доросла дочка молодої людини» / Івченко
- 1990 — «Жива мішень» / прокурор
- 1990 — «Коли святі марширують» / Герасим
- 1990 — «Принц-привид» / візир
- 1991 — «Анна Карамазофф» / Прокудін-Горський, режисер
- 1991 — «І повертається вітер…» / дядько Михайло
- 1991 — «Не будіть сплячого собаку» / Зотов
- 1991 — «Не питай мене ні про що»
- 1991 — «По Таганці ходять танки» / Брокгауз
- 1991 — «Рогоносець» / Макс
- 1992 — «На Дерибасівській гарна погода, або На Брайтон-Біч знову йдуть дощі» / Джек, генерал ЦРУ
- 1992 — «Дорога на Чаттанугу» «Доросла дочка молодої людини» / Івченко
- 1992 — «Чорний квадрат» / Казаков
- 1993 — «Кодекс безчестя» / помічник
- 1993 — «Трагедія століття» / комісар Брестської фортеці Фомін
- 1994 — «Імперія піратів» / кардинал
- 1997 — «Корабель двійників» / полковник ФСБ
- 1998 — «Характери для чоловіків»
- 1999 — «Максиміліан» / голова
- 2000 — «Далекобійники» / Чорний, бандит
- 2001 — «Афера»
- 2001 — «Маросейка, 12» / Шепель
- 2001 — «Дама в окулярах, з рушницею, в автомобілі» / Мішель короваю
- 2002 — «Театральний роман» / Гавриїл Степанович
- 2003 — «Весела компанія» / Георгій Володимирович
- 2003 — «Бідна Настя» / князь Петро Долгорукий
- 2004 — «Зцілення коханням» / Яків
- 2004 — «Діти Арбату» / Шпігельглас
- 2005 — «З днем народження, королево!» / Лорд Андестенда
- 2005 — «Плюс нескінченність» / олігарх
- 2006 — «Вовчиця» / Петро Морозов
- 2006 — «Капітанові діти» / Віталій Стівенс
- 2006 — «Забійна сила 6» / Луговий
- 2007 — «Парадокс» / вчений-фізик
- 2007 — «Ювілей» / Осип Ілліч
- 2007 — «Ноїв ковчег» / старий єврей
- 2007 — «Ведмеже полювання» / Чернов
- 2008 — «День радіо» / Еммануїл Гедеонович, власник радіостанції
- 2008 — «Важкий пісок» / Леон Іванівський
- 2008 — «Моя улюблена відьма» / сусід Анатолій
- 2009 — «Операція „Праведник“» / Диявол
- 2009 — «Дві сторони однієї Анни» / Володимир Данилов
- 2009 — «Шалений янгол» / Аркадій Сергійович
- 2009 — «Братани» / генерал-лейтенант Бугаєв
- 2009 — «Пістолет Страдіварі» / батько Микити
- 2009 — «Перерваний політ Гаррі Пауерса» / Даллес
- 2010 — «Білий налив» / Іван Михайлович, батько Саші
- 2010 — «Енігма» / Цапович
- 2011 — «Господиня моєї долі» / Василь Миколайович Бондар
- 2011 — «Свати 5» / Олександр Беркович-старший
- 2011 — «Скліфосовський» / Михайло Йосипович Бреславець
- 2013 — «Любов без зайвих слів» / Павло Аркадійович Столбов
- 2013 — «Папуга Club» / озвучування
- 2014 — «Чорна троянда» / полковник Громов
- 2014 — «Стартап» / професор Микола Петрович
- 2014 — «Вірю не вірю»
- 2014 — «Ялинки 1914» / Олексій Трохимович
- 2015 — «Між нот, або Тантрическая симфонія» / тато Кирила
- 2016 — «П'ятниця» / Дубравін